# Doloclanes kurokawanus
Doloclanes kurokawanus är en nattsländeart som beskrevs av Kobayashi 1968. Doloclanes kurokawanus ingår i släktet Doloclanes och familjen stengömmenattsländor. Inga underarter finns listade i Catalogue of Life.